# Classic Albums: Metallica
Classic Album: Metallica — документальний фільм про створення однойменного альбому. Він був випущений 6 листопада 2001 року компанією Eagle Rock Entertainment через кілька місяців після того, як басист Джейсон Ньюстед покинув гурт.
Документальний фільм про створення однойменного альбому розповідає історію його створення, включаючи ексклюзивні інтерв’ю з учасниками гурту Джеймсом Гетфілдом, Ларсом Ульріхом, Кірком Гемметтом і Джейсоном Ньюстедом, а також їхнім новим продюсером Бобом Роком, разом із архівними матеріалами запису. Більшість цих архівних кадрів взято з першої частини документального фільму 1992 року - A Year and a Half in the Life of Metallica.
Включає як оригінальні багатотрекові записи та демо-записи, так і п’ять синглів з альбому, а саме: Enter Sandman, Sad But True, The Unforgiven, Wherever I May Roam і Nothing Else Matters.

## Список композицій

#### Треки
1. Enter Sandman
2. Sad but True
3. Holier Than Thou
4. The Unforgiven
5. Wherever I May Roam
6. Nothing Else Matters
7. End Credits

#### Інтерв'ю
1. James & Lars Discuss Songwriting
2. Drum Recording Techniques
3. Kirk's Guitar Solo - Wherever I May Roam
4. Jason Talks About My Friend Of Misery
5. Bob Rock In The Desert
6. The Mix, The Masters And The End Of The Story
7. The God That Failed

## Учасники запису
- Джеймс Гетфілд — вокал, гітара
- Кірк Гемметт — гітара
- Джейсон Ньюстед — бас
- Ларс Ульріх — ударні

## Чарти
| Рік  | Чарт                    | Найвища позиція |
| ---- | ----------------------- | --------------- |
| 2001 | Official Charts Company | 10              |

## Сертифікації
| Регіон    | Сертифікація | Продажі |
| --------- | ------------ | ------- |
| Аргентина | Платиновий   | 40 000  |
| Канада    | Золотий      | 5000    |
| США       | Платиновий   | 100 000 |